# Polyblastia sepulta
Polyblastia sepulta är en lavart som beskrevs av A. Massal. Polyblastia sepulta ingår i släktet Polyblastia och familjen Verrucariaceae.  Arten är reproducerande i Sverige. Inga underarter finns listade i Catalogue of Life.
I den svenska databasen Dyntaxa används istället namnet Polyblastia quinqueseptata för samma taxon.  Arten är reproducerande i Sverige.